# 박현명 (야구 선수)
박현명(朴賢明, 1913년 ~ ?)은 전 일본 야구 기구 오사카 타이거즈의 야구선수이며, 포지션은 투수였다. 한국인으로는 최초로 국외 리그 고지를 밟았다. 1939년 8월 12일 고라쿠엔 구장에서 나고야 긴코군을 상대로 첫 등판했으며, 4회 2사까지 5피안타 1탈삼진 1실점으로 호투했지만, 팀이 0대 2로 지며 패전투수가 되었다. 4일 뒤인 8월 16일 난카이군 경기에서는 박현명은 3⅔이닝 동안 무실점 호투를 펼쳤다.
2번의 선발 등판에서 8⅓이닝 동안 39타자를 상대로 12피안타, 3볼넷, 2탈삼진, 1실점(1자책), 1패, 평균자책 1.08을 기록한 박현명은 2번의 경기 이후 부상으로 오사카 타이거즈에서 방출되었으며, 1940년 경성으로 돌아온다
1950년 한국 전쟁 당시 월북하여 1989년 중국에서 열린 친선경기를 마치고 평양으로 돌아가던 평양 철도청 야구단이 상하이에서 친선경기 기념사진으로 찍은 사진에 박현명이 있었으며, 이후 행적은 알 수 없다.

## 가족 관계
- 박현덕 : (첫째 동생)
- 박현식 : (막내 동생)